# Regimantas Adomaitis
Regimantas Adomaitis (* 31. Januar 1937 in Šiauliai; † 20. Juni 2022 in Vilnius) war ein sowjetischer bzw. litauischer Film- und Theaterschauspieler.

## Leben
Regimantas Adomaitis lebte in seiner Kindheit in Šimoniai (Rajongemeinde Pasvalys) und lernte in Migoniai bei Pasvalys. Nach dem Abitur 1954 an der Mittelschule Pasvalys absolvierte Adomaitis ein fünfjähriges Diplomstudium an der Fakultät für Physik und Mathematik der Universität Vilnius, ehe er sich für ein Schauspielstudium an der LMTA in Vilnius entschied. Bald darauf folgten Theaterengagements in Kaunas, Vilnius und Marijampolė.
Seine Filmkarriere startete mit der sowjetischen Filmproduktion Niemand wollte sterben (russ. „Никто не хотел умирать“) (1966), zuvor hatte er 1964 nur eine kleine Rolle in einem Film. Im Jahr 1970 spielte er in Grigori Kosinzews König Lear (russ. „Король Лир“); internationale Bekanntheit erlangte er aber erst 1972 mit dem sowjetischen Film Das süße Wort Freiheit (russ. „Это сладкое слово — свобода!“). Noch im gleichen Jahr bot DEFA-Regisseur Günter Reisch Adomaitis die Hauptrolle in seinem Film Wolz – Leben und Verklärung eines deutschen Anarchisten an.
Der DEFA-Spielfilm Die Verlobte mit Jutta Wachowiak brachte ihm 1981 den Nationalpreis der DDR. 1985 wurde er als Volkskünstler der UdSSR ausgezeichnet. Neben seiner schauspielerischen Tätigkeit engagierte er sich zunehmend auch politisch. Er war Mitbegründer der Bewegung zur Unabhängigkeit Litauens Sąjūdis 1987.
Adomaitis spielte in vielen Film- und Fernsehproduktionen mit und war Mitte der 1990er-Jahre wieder in einigen deutschen Fernsehproduktionen tätig. Er lebte mit seiner Frau, der Sängerin Eugenija Bajorytė (1941–2011), in Vilnius und arbeitete als Darsteller am dortigen Nationaltheater Litauens. Er starb am 20. Juni 2022 im Alter von 85 Jahren.

## Filmografie (Auswahl)
- 1966: Niemand wollte sterben (Nikto ne chotel umirat)
- 1970: König Lear (Korol Lir)
- 1972: Das süße Wort Freiheit (Eto sladkoje slowo – swoboda!)
- 1973: Wolz – Leben und Verklärung eines deutschen Anarchisten
- 1976: Mann gegen Mann
- 1978: Zentauren (Kentawry)
- 1979: Das Leben ist wunderbar (Жизнь прекрасна)
- 1980: Die Verlobte
- 1990: Es ist nicht leicht, ein Gott zu sein
- 1994: Tatort – Ein Wodka zuviel (TV-Reihe)
- 1995: Die Staatsanwältin
- 1996: Der Doppelgänger

## Ehrungen und Auszeichnungen (Auswahl)
- 1973: Verdienter Künstler der Litauischen SSR
- 1979: Volkskünstler der Litauischen SSR
- 1981: Nationalpreis der DDR
- 1982: Litauischer Staatspreis
- 1985: Volkskünstler der UdSSR
- 1998: Verdienstorden der Ukraine
- 2012: Orden für Verdienste um Litauen
- 2014: Litauischer Nationaler Kultur- und Kunstpreis